# 蓬泰兰布罗
蓬泰兰布罗（義大利語：Ponte Lambro），是意大利科莫省的一个市镇。总面积3平方公里，人口4459人，人口密度1486.3人/平方公里（2009年）。ISTAT代码为013188。